# Prolobus
Prolobus es un género botánico monotípico perteneciente a la familia Asteraceae. Su única especie: Prolobus nitidulus es originaria de Brasil, donde se encuentra en la Mata Atlántica, distribuidas por Bahia.

## Descripción
Las plantas de este género sólo tienen disco (sin rayos florales) y los pétalos son de color blanco, ligeramente amarillento blanco, rosa o morado (nunca de un completo color amarillo).

## Taxonomía
Prolobus nitidulus fue descrita por  (Baker) R.M.King & H.Rob.  y publicado en Phytologia 50(5): 387. 1982.
Sinonimia
- Eupatorium moritibense B.L.Rob.
- Eupatorium nitidulum Baker basónimo[6]